# Деражна (річка)
Деражна, Деряжна — річка в Україні, у Ямпільському районі Сумської області. Права притока Івотки (басейн Дніпра).

## Опис
Довжина річки приблизно 9,1 км.

## Притоки
- Косичиха (права).

## Розташування
Бере початок у селі Деражня. Тече переважно на південний захід понад Шатрищем і впадає у річку Івотку, ліву притоку Десни.